# Fabian

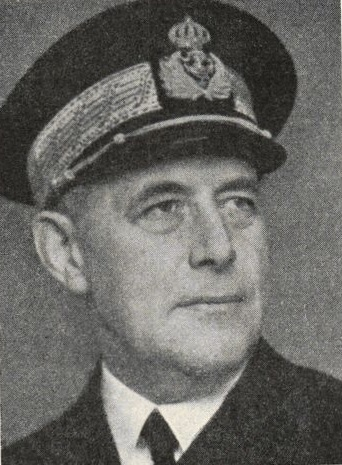
Fabian Tamm, 1942.

Mansnamnet Fabian kommer av det romerska namnet Fabius och betyder "en som hör till Fabius hus" eller "från staden Fabia". En annan tolkning är att namnet är bildat av ordet faba som betyder "böna".
Äldsta belägget i Sverige är från år 1571.  
Namnet hade en viss popularitet kring förra sekelskiftet, men uppnådde då troligtvis inte dagens nivåer. Den 31 december 2005 fanns det totalt 4 271 personer i Sverige med namnet, varav 2 871 med det som tilltalsnamn. År 2003 fick 230 pojkar namnet, varav 176 fick det som tilltalsnamn.
Namnsdag: 20 januari, tillsammans med Sebastian. I den finlandssvenska namnsdagslängden har Fabian namnsdag 20 januari sedan 1929, då en egen namnsdagskalender togs i bruk för finlandssvenskar.

## Personer med förnamnet Fabian
- Fabian von Bellingshausen, balttysk sjöfarare och officer som verkade i rysk tjänst
- Fabian Bengtsson,  VD för Siba, son och arvtagare till Bengt Bengtsson
- Fabian Cancellara, schweizisk tävlingscyklist
- Fabian Casimir Wrede (1724–1795), svensk friherre och general
- Fabian Dahlström, finländsk musikvetare, professor i musikvetenskap vid Åbo Akademi 1978–1993
- Fabian De Geer, friherre, bruksdisponent och landshövding
- Fabian Kastner, författare
- Fabian Månsson, politiker och författare
- Fabian Tamm, viceamiral och chef för marinen
- Fabian Wrede (1641–1712), svensk greve, ämbetsman och statsman
- Fabian Wrede (1694–1768), svensk friherre och politiker
- Fabian Wrede (1760–1824), svensk greve, militär och politiker
- Fabian Wrede (1802–1893),  svensk friherre, kammarherre och generallöjtnant
- Fabian Wrede (1654–1709), svensk friherre och överstelöjtnant
- Fabian von Fersen (1626–1677), fältmarskalk

## Fiktiva personer med förnamnet Fabian
- Fabian Prewett, person i J.K. Rowlings böcker om  Harry Potter
- Fabian Scholke, en av pojkarna i Sigfrid Siwertz roman Mälarpirater från 1911.
- Fabian Bom, påhittad soldat spelad av Nils Poppe.